# Partecipanti al Tour de France 2004
Elenco dei partecipanti al Tour de France 2004.
Alla competizione presero parte 21 squadre, ciascuna delle quali composta da nove corridori (eccetto l'Euskaltel-Euskadi, con 8), per un totale di 188 ciclisti al via. Parteciparono 20 delle 30 squadre della prima categoria UCI, più una di seconda categoria, la Domina Vacanze.

## Corridori per squadre
Nota: R ritirato; NP non partito; FT fuori tempo massimo
| US Postal Service p/b Berry Floor | US Postal Service p/b Berry Floor | US Postal Service p/b Berry Floor | Illes Balears-Banesto            | Illes Balears-Banesto            | Illes Balears-Banesto            | AG2R Prévoyance        | AG2R Prévoyance        | AG2R Prévoyance        |
| --------------------------------- | --------------------------------- | --------------------------------- | -------------------------------- | -------------------------------- | -------------------------------- | ---------------------- | ---------------------- | ---------------------- |
| 1                                 | Lance Armstrong                   | 1º                                | 71                               | Francisco Mancebo                | 6º                               | 141                    | Laurent Brochard       | 29º                    |
| 2                                 | José Azevedo                      | 5º                                | 72                               | Daniel Becke                     | R                                | 142                    | Mikel Astarloza        | 62º                    |
| 3                                 | Manuel Beltrán                    | 46º                               | 73                               | José Vicente García              | 86º                              | 143                    | Samuel Dumoulin        | NP                     |
| 4                                 | Vjačeslav Ekimov                  | 80º                               | 74                               | José Iván Gutiérrez              | 51º                              | 144                    | Stéphane Goubert       | 20º                    |
| 5                                 | George Hincapie                   | 33º                               | 75                               | Vladimir Karpec                  | 13º                              | 145                    | Jaan Kirsipuu          | R                      |
| 6                                 | Floyd Landis                      | 23º                               | 76                               | Denis Men'šov                    | R                                | 146                    | Jurij Krivcov          | 95º                    |
| 7                                 | Benjamín Noval                    | 66º                               | 77                               | Aitor Osa                        | 50º                              | 147                    | Jean-Patrick Nazon     | 137º                   |
| 8                                 | Pavel Padrnos                     | 79º                               | 78                               | Mikel Pradera                    | R                                | 148                    | Nicolas Portal         | 72º                    |
| 9                                 | José Luis Rubiera                 | 19º                               | 79                               | Xabier Zandio                    | 97º                              | 149                    | Mark Scanlon           | 89º                    |
| T-Mobile Team                     | T-Mobile Team                     | T-Mobile Team                     | Gerolsteiner                     | Gerolsteiner                     | Gerolsteiner                     | Rabobank               | Rabobank               | Rabobank               |
| 11                                | Jan Ullrich                       | 4º                                | 81                               | Georg Totschnig                  | 7º                               | 151                    | Levi Leipheimer        | 9º                     |
| 12                                | Rolf Aldag                        | 69º                               | 82                               | René Haselbacher                 | NP                               | 152                    | Michael Boogerd        | 74º                    |
| 13                                | Santiago Botero                   | 75º                               | 83                               | Danilo Hondo                     | 106º                             | 153                    | Bram de Groot          | 111º                   |
| 14                                | Giuseppe Guerini                  | 25º                               | 84                               | Sebastian Lang                   | 78º                              | 154                    | Erik Dekker            | 133º                   |
| 15                                | Sergej Ivanov                     | 57º                               | 85                               | Sven Montgomery                  | R                                | 155                    | Karsten Kroon          | 115º                   |
| 16                                | Matthias Kessler                  | NP                                | 86                               | Uwe Peschel                      | 125º                             | 156                    | Marc Lotz              | 90º                    |
| 17                                | Andreas Klöden                    | 2º                                | 87                               | Ronny Scholz                     | 53º                              | 157                    | Grischa Niermann       | 65º                    |
| 18                                | Daniele Nardello                  | 48º                               | 88                               | Fabian Wegmann                   | R                                | 158                    | Michael Rasmussen      | 14º                    |
| 19                                | Erik Zabel                        | 59º                               | 89                               | Peter Wrolich                    | 113º                             | 159                    | Marc Wauters           | 112º                   |
| Phonak Hearing Systems            | Phonak Hearing Systems            | Phonak Hearing Systems            | Cofidis, le Crédit par Téléphone | Cofidis, le Crédit par Téléphone | Cofidis, le Crédit par Téléphone | fdjeux.com             | fdjeux.com             | fdjeux.com             |
| 21                                | Tyler Hamilton                    | R                                 | 91                               | Stuart O'Grady                   | 61º                              | 161                    | Bradley McGee          | R                      |
| 22                                | Martin Elmiger                    | 108º                              | 92                               | Frédéric Bessy                   | NP                               | 162                    | Sandy Casar            | 16º                    |
| 23                                | Santos González                   | 31º                               | 93                               | Jimmy Casper                     | 147º                             | 163                    | Baden Cooke            | 139º                   |
| 24                                | Bert Grabsch                      | 81º                               | 94                               | Christophe Edaleine              | 141º                             | 164                    | Carlos Da Cruz         | 85º                    |
| 25                                | José Enrique Gutiérrez            | 28º                               | 95                               | Jimmy Engoulvent                 | 138º                             | 165                    | Bernhard Eisel         | 131º                   |
| 26                                | Nicolas Jalabert                  | 82º                               | 96                               | Dmitrij Fofonov                  | 87º                              | 166                    | Frédéric Guesdon       | 129º                   |
| 27                                | Óscar Pereiro                     | 10º                               | 97                               | David Moncoutié                  | 34º                              | 167                    | Christophe Mengin      | 84º                    |
| 28                                | Santiago Pérez                    | 49º                               | 98                               | Janek Tombak                     | R                                | 168                    | Jean-Cyril Robin       | 47º                    |
| 29                                | Óscar Sevilla                     | 24º                               | 99                               | Peter Farazijn                   | 107º                             | 169                    | Matthew Wilson         | 144º                   |
| Euskaltel-Euskadi                 | Euskaltel-Euskadi                 | Euskaltel-Euskadi                 | Quick Step-Davitamon             | Quick Step-Davitamon             | Quick Step-Davitamon             | Saeco                  | Saeco                  | Saeco                  |
| 31                                | Iban Mayo                         | NP                                | 101                              | Richard Virenque                 | 15º                              | 171                    | Gilberto Simoni        | 17º                    |
| 32                                | Iker Camaño                       | 26º                               | 102                              | Paolo Bettini                    | 58º                              | 172                    | Stefano Casagranda     | NP                     |
| 33                                | David Etxebarria                  | 77º                               | 103                              | Tom Boonen                       | 120º                             | 173                    | Mirko Celestino        | R                      |
| 34                                | Unai Etxebarria                   | 92º                               | 104                              | Davide Bramati                   | FT                               | 174                    | Salvatore Commesso     | 124º                   |
| 35                                | Iker Flores                       | 60º                               | 105                              | Laurent Dufaux                   | 67º                              | 175                    | Gerrit Glomser         | R                      |
| 36                                | Iñigo Landaluze                   | 52º                               | 106                              | Servais Knaven                   | 142º                             | 176                    | David Loosli           | 105º                   |
| 37                                | Egoi Martínez                     | 41º                               | 107                              | Juan Miguel Mercado              | 37º                              | 177                    | Jörg Ludewig           | 55º                    |
| 38                                | Haimar Zubeldia                   | R                                 | 108                              | Michael Rogers                   | 22º                              | 178                    | Evgenij Petrov         | 38º                    |
| 39                                | -                                 |                                   | 109                              | Stefano Zanini                   | 126º                             | 179                    | Marius Sabaliauskas    | 42º                    |
| Fassa Bortolo                     | Fassa Bortolo                     | Fassa Bortolo                     | Liberty Seguros-Würth            | Liberty Seguros-Würth            | Liberty Seguros-Würth            | Lotto-Domo             | Lotto-Domo             | Lotto-Domo             |
| 41                                | Alessandro Petacchi               | NP                                | 111                              | Roberto Heras                    | NP                               | 181                    | Robbie McEwen          | 122º                   |
| 42                                | Marzio Bruseghin                  | 68º                               | 112                              | Dariusz Baranowski               | 94º                              | 182                    | Christophe Brandt      | NP                     |
| 43                                | Fabian Cancellara                 | 109º                              | 113                              | Allan Davis                      | 98º                              | 183                    | Nick Gates             | FT                     |
| 44                                | Juan Antonio Flecha               | 93º                               | 114                              | Igor González de Galdeano        | 44º                              | 184                    | Thierry Marichal       | 101º                   |
| 45                                | Aitor González                    | 45º                               | 115                              | Jan Hruška                       | 117º                             | 185                    | Axel Merckx            | 21º                    |
| 46                                | Kim Kirchen                       | 63º                               | 116                              | Isidro Nozal                     | 73º                              | 186                    | Koos Moerenhout        | 100º                   |
| 47                                | Filippo Pozzato                   | 116º                              | 117                              | Marcos Serrano                   | 54º                              | 187                    | Wim Vansevenant        | 140º                   |
| 48                                | Matteo Tosatto                    | 110º                              | 118                              | Christian Vande Velde            | 56º                              | 188                    | Rik Verbrugghe         | 43º                    |
| 49                                | Marco Velo                        | R                                 | 119                              | Ángel Vicioso                    | R                                | 189                    | Aart Vierhouten        | FT                     |
| Crédit Agricole                   | Crédit Agricole                   | Crédit Agricole                   | Brioches La Boulangère           | Brioches La Boulangère           | Brioches La Boulangère           | Domina Vacanze         | Domina Vacanze         | Domina Vacanze         |
| 51                                | Christophe Moreau                 | 12º                               | 121                              | Sylvain Chavanel                 | 30º                              | 191                    | Mario Cipollini        | NP                     |
| 52                                | Aleksandr Bočarov                 | 36º                               | 122                              | Walter Bénéteau                  | 102º                             | 192                    | Gian Matteo Fagnini    | R                      |
| 53                                | Julian Dean                       | 127º                              | 123                              | Anthony Charteau                 | 103º                             | 193                    | Massimo Giunti         | R                      |
| 54                                | Pierrick Fédrigo                  | 76º                               | 124                              | Maryan Hary                      | FT                               | 194                    | Sergio Marinangeli     | NP                     |
| 55                                | Patrice Halgand                   | 39º                               | 125                              | Laurent Lefèvre                  | NP                               | 195                    | Massimiliano Mori      | 121º                   |
| 56                                | Sébastien Hinault                 | R                                 | 126                              | Jérôme Pineau                    | 27º                              | 196                    | Michele Scarponi       | 32º                    |
| 57                                | Thor Hushovd                      | 104º                              | 127                              | Franck Renier                    | 114º                             | 197                    | Francesco Secchiari    | 143º                   |
| 58                                | Sébastien Joly                    | 146º                              | 128                              | Didier Rous                      | R                                | 198                    | Filippo Simeoni        | 118º                   |
| 59                                | Benoît Salmon                     | 83º                               | 129                              | Thomas Voeckler                  | 18º                              | 199                    | Paolo Valoti           | R                      |
| Team CSC                          | Team CSC                          | Team CSC                          | Alessio-Bianchi                  | Alessio-Bianchi                  | Alessio-Bianchi                  | RAGT Semences-MG Rover | RAGT Semences-MG Rover | RAGT Semences-MG Rover |
| 61                                | Ivan Basso                        | 3º                                | 131                              | Magnus Bäckstedt                 | R                                | 201                    | Christophe Rinero      | 92º                    |
| 62                                | Kurt-Asle Arvesen                 | 123º                              | 132                              | Fabio Baldato                    | 134º                             | 202                    | Guillaume Auger        | 136º                   |
| 63                                | Michele Bartoli                   | R                                 | 133                              | Alessandro Bertolini             | NP                               | 203                    | Pierre Bourquenoud     | 130º                   |
| 64                                | Bobby Julich                      | 40º                               | 134                              | Pietro Caucchioli                | 11º                              | 204                    | Gilles Bouvard         | 128º                   |
| 65                                | Andrea Peron                      | 64º                               | 135                              | Martin Hvastija                  | NP                               | 205                    | Sylvain Calzati        | 71º                    |
| 66                                | Jakob Piil                        | NP                                | 136                              | Marcus Ljungqvist                | 132º                             | 206                    | Frédéric Finot         | 145º                   |
| 67                                | Carlos Sastre                     | 8º                                | 137                              | Claus Michael Møller             | 70º                              | 207                    | Christophe Laurent     | 134º                   |
| 68                                | Nicki Sørensen                    | 88º                               | 138                              | Andrea Noè                       | 99º                              | 208                    | Ludovic Martin         | 119º                   |
| 69                                | Jens Voigt                        | 35º                               | 139                              | Scott Sunderland                 | 96º                              | 209                    | Eddy Seigneur          | FT                     |

## Ciclisti per nazione
Le nazionalità rappresentate nella manifestazione sono 26; in tabella il numero dei ciclisti suddivisi per la propria nazione di appartenenza:
| Numero ciclisti | Nazione                                                                                                 |
| --------------- | --- |
| 40              | Francia                                                                                                 |
| 31              | Spagna                                                                                                  |
| 30              | Italia                                                                                                  |
| 15              | Germania                                                                                                |
| 9               | Australia                                                                                               |
| 8               | Belgio, Paesi Bassi, Stati Uniti                                                                        |
| 6               | Russia, Svizzera                                                                                        |
| 5               | Austria                                                                                                 |
| 4               | Danimarca                                                                                               |
| 2               | Estonia, Norvegia, Rep. Ceca, Svezia                                                                    |
| 1               | Colombia, Irlanda, Kazakistan, Lituania, Lussemburgo, Polonia, Portogallo, Slovenia, Ucraina, Venezuela |